# Gesetz zur Reform des Kontopfändungsschutzes
Das Gesetz zur Reform des Kontopfändungsschutzes (KtoPfRefG) ist ein deutsches Änderungsgesetz. Es wurde am 7. Juli 2009 beschlossen und trat am 1. Juli 2010 in Kraft. Es regelte den Kontopfändungsschutz grundlegend neu.
Das Gesetz umfasst unter anderem Änderungen der Zivilprozessordnung, des Gesetzes betreffend die Einführung der Zivilprozessordnung, der Insolvenzordnung, der Abgabenordnung, des Einkommensteuergesetzes, des Ersten Buches Sozialgesetzbuch,  des Gesetzes über die Zwangsversteigerung und die Zwangsverwaltung und des Wohnungseigentumsgesetzes.
Auf einem als P-Konto eingerichteten Konto wurde ein Basisbetrag von 985,15 Euro pfandfrei gestellt. Hintergrund der Maßnahme ist, dass der bargeldlose Zahlungsverkehr für die Teilnahme am modernen Wirtschaftsleben eine besondere Bedeutung besitzt, Pfändungen aber oft zur Kündigung des Vertrages für die Girokontoverbindung durch das Kreditinstitut führen. Die Reform des Kontopfändungsschutzes soll das Bankkonto als Objekt für den Zugriff von Gläubigern erhalten und den Schuldner effektiver schützen. Im Jahre 2013 wurde ein Evaluation des Gesetzes angestoßen.